# Lijst van elektrificatiesystemen
Dit is een – onvolledige – lijst van elektrificatiesystemen van trein-, tram-, metro- en trolleybusnetten.
| Spanning V | Frequentie Hz  | Opmerkingen    | Locatie |
| ---------- | -------------- | -------------- | --- |
| 550-600    | gelijkspanning |                | Veel tram- en trolleybusbedrijven (onder andere alle nog bestaande stadstrams en trolleybussen in Nederland en België) Sommige lijnen van de metro van Madrid |
| 600        | gelijkspanning | via derde rail | Metro van Glasgow |
| 725        | 50, drie fasen |                | Gornergratbahn (smalspoor), Zwitserland |
| 750        | gelijkspanning |                | Moderne tram- en trolleybusbedrijven (onder andere Utrechtse sneltram, sneltram in Rotterdam, Zoetermeer) |
| 750        | gelijkspanning | via derde rail | Veel metrobedrijven (onder andere Amsterdamse metro en Rotterdamse metro) Spoorlijnen in Zuid-Engeland en rondom Liverpool (Merseyrail) |
| 800        | gelijkspanning |                | Tram en trolleybus Nijmegen (beide opgeheven) |
| 800        | gelijkspanning | via derde rail | S-Bahn van Berlijn |
| 850        | gelijkspanning |                | Ferrovia Monte Generoso (smalspoor), Zwitserland Smalspoorlijn Montreux – Glion, Zwitserland Smalspoorlijn Glion – Rochers de Naye, Zwitserland |
| 850        | gelijkspanning | via derde rail | Smalspoorlijn Saint Gervais – Vallorcine, Frankrijk Spoorlijn Villefranche-Vernet-les-Bains - Latour-de-Carol ('Gele trein') (smalspoor), Frankrijk Smalspoorlijn Martigny – Châtelard, Zwitserland |
| 900        | gelijkspanning |                | Smalspoorlijn Aigle – Ollon – Monthey – Champèry, Zwitserland Montreux-Berner Oberland-Bahn, Zwitserland Museumsbahn Blonay-Chamby, Zwitserland |
| 900        | gelijkspanning | via derde rail | Brusselse metro |
| 1000       | gelijkspanning |                | Trolleybus in Lugano (opgeheven), Zwitserland Trogenerbahn (smalspoor), Zwitserland Smalspoorlijn Lugano – Ponte Tresa, Zwitserland |
| 1100       | gelijkspanning |                | Berninabahn (Rhätische Bahn; smalspoor), Zwitserland |
| 1125       | 50, drie fasen |                | Jungfraubahn (smalspoor), Zwitserland |
| 1200       | gelijkspanning |                | Nederlandse streektrams, zoals de Blauwe Tram en de Gele Tram (opgeheven) Metro van Barcelona (behalve lijn 1) Centovallibahn (smalspoor), Zwitserland/Italië Meiringen – Innertkirchen Bahn (smalspoor), Zwitserland Frauenfeld – Wil Bahn (smalspoor), Zwitserland Forchbahn (smalspoor), Zwitserland Bremgarten – Dietikon Bahn (smalspoor), Zwitserland |
| 1200       | gelijkspanning | via derde rail | S-Bahn Hamburg |
| 1300       | gelijkspanning |                | Smalspoorlijn Aigle – Leysin, Zwitserland |
| 1500       | gelijkspanning |                | Spoorwegen in Nederland Spoorwegen in Zuid-Frankrijk DART, Dublin S-tog, Kopenhagen Spoorlijn Manchester – Sheffield (via de Woodhead Tunnel) van 1954 tot 1981. Smalspoorwegen in Spanje: FEVE, EuskoTren, FGC, enz. Smalspoorwegen in Zwitserland: Waldenburgerbahn, Lausanne – Echallens – Bercher, Berner Oberland Bahnen Bayerische Zugspitzbahn en de Wendelsteinbahn in Duitsland Sommige lijnen van de metro van Madrid en lijn 1 van de metro van Barcelona Voorstadslijnen rond Sydney (CityRail) en Melbourne in Australië Veel spoorwegen in Japan De oorspronkelijke elektrificatie van het Spaanse hoofdrailnet was met 1500 V, later overgeschakeld naar 3000 V. |
| 2400       | gelijkspanning |                | Chur-Arosabahn tot 1997 (Rhätische Bahn; smalspoor), Zwitserland |
| 3000       | gelijkspanning |                | Spoorwegen in België, Italië, Spanje, Polen, Rusland, Tsjechië en Slovenië |
| 3600       | 16⅔, 3 fasen   |                | Spoorwegen in Noord-Italië van 1912 tot 1976 |
| 6250       | 50             |                | Werd gebruikt op sommige baanvakken in Groot-Brittannië. Inmiddels overal vervangen door 25 kV 50 Hz |
| 6500       | 25             |                | Mariazellerbahn (smalspoor), Oostenrijk |
| 10.000     | 25             |                | Hofpleinlijn (Nederland) tussen 1908 en 1926 |
| 11.000     | 16⅔            |                | Rhätische Bahn (behalve Berninabahn), Zwitserland Smalspoorlijn Bière – Apples – Morges, Zwitserland |
| 11.000     | 25             |                | Spoorwegen in de Verenigde Staten |
| 11.000     | 50             |                | Chemin de fer du Montenvers (smalspoor), Frankrijk Tramway du Mont Blanc (smalspoor), Frankrijk |
| 15.000     | 16⅔            |                | Spoorwegen in Duitsland, Oostenrijk, Noorwegen, Zweden en Zwitserland |
| 25.000     | 50             |                | Spoorwegen in: Noord-Frankrijk, Groot-Brittannië, Hongarije, Bulgarije, Denemarken, Finland, voormalig Joegoslavië, Hogesnelheidslijn België, L42, L165, L166, L167 België, Hogesnelheidslijn Frankrijk, Luxemburg, Hogesnelheidslijn Nederland, Betuweroute Nederland, Portugal, Roemenië, Rusland, Slowakije, Turkije Rübelandbahn, Duitsland |
| 50.000     | 50             |                | Spoorwegen in Zuid-Afrika |

## Opmerkingen
- In sommige landen (bijvoorbeeld Zwitserland) komen meerdere bovenleidingspanningen voor. Het lijstje toont alleen de belangrijkste spanningssoorten.
- De genoemde spanning kan in werkelijkheid hoger liggen. Zo staat er op de Nederlandse bovenleidingen maximaal 1800 volt.
- De spanning op bovenleiding van sporen waar veel verkeer over rijdt (bijvoorbeeld NZ-verbinding Brussel), wordt vaak opgevoerd, omdat een grote verkeersdrukte de spanning drastisch kan doen afnemen.
- Botsauto's worden meestal van spanning voorzien via een metalen net dat boven de ruimte is gespannen. De stroomafnemer is een rechtopstaande buis met een halfrond gebogen dun uiteinde. De metalen vloer vormt de retourleiding. De rijspanning is meestal 100 V.